# Земфира
Земфи́ра Талга́товна Рамаза́нова (род. 26 августа 1976, Уфа, Башкирская АССР, СССР), более известна мононимно как Земфи́ра, — российская рок-певица, музыкант, композитор, продюсер, поэтесса и автор песен. Лауреат Государственной республиканской молодёжной премии им. Шайхзады Бабича (1999).
В начале 1998 года Земфира переехала из родной Уфы в Москву, где начала работу со своей группой «Zемфира» над первым студийным альбомом, выпущенным спустя год. С 1999 года Земфира выпустила семь студийных альбомов, получивших значительное внимание прессы и публики. Также в её дискографию входят сборник би-сайдов и три концертных альбома. В её лирических исканиях нашли своё воплощение душевные страдания и поиски современной молодёжи. В 1999 году журнал «Огонёк» назвал Земфиру «прорвавшимся голосом поколения». На протяжении всей карьеры певицы многие из её песен попадали на первые строчки музыкальных чартов России, включая «Ариведерчи», «Искала», «Трафик», «Прогулка», «Мы разбиваемся», «Без шансов» и др.
Земфира также стала продюсером музыкального фильма «Зелёный театр в Земфире» (2008), получившего множество положительных отзывов от критиков. Вместе с режиссёром Ренатой Литвиновой Земфира стала сопродюсером картины «Последняя сказка Риты» (2012), к которой написала музыку. Фильм принял участие в конкурсной программе 3-го Одесского международного кинофестиваля и 34-го Московского международного кинофестиваля. Также написала музыку к фильмам Ренаты Литвиновой «Богиня: как я полюбила», «Северный ветер» и др. Несколько песен Земфиры из альбома «Спасибо» звучат в фильме Киры Муратовой «Мелодия для шарманки», а в картине «Вечное возвращение» в кадре неоднократно появляется концертная запись «Песенки герцога» из оперы «Риголетто» в исполнении певицы.
С момента появления в шоу-бизнесе в 1999 году Земфира много раз изменяла внешний вид, манеру поведения на сцене и общения с журналистами. Её поведение на публике нередко было эксцентричным и вызывало неприятие прессы.
Земфира также отличается перфекционизмом в работе, жёсткими разногласиями с музыкальными продюсерами. Поэтому она часто продюсирует свои альбомы сама. Музыкальный стиль Земфиры относят к жанрам рока и поп-рока. В её музыке находят влияние как гитарного попа, так и гармоний джаза и босса-новы.
В 2004 году в российский учебник истории для 9 класса в раздел «Духовная жизнь» вошло упоминание о Земфире как о родоначальнике «совершенно иной» музыкальной молодёжной культуры (автор пособия — профессор Московского педагогического государственного университета Александр Данилов). Земфира оказала большое влияние на творчество молодых групп 2000-х годов и на подрастающее поколение в целом. В ноябре 2010 года её дебютный альбом был включён журналом «Афиша» в список «50 лучших русских альбомов всех времён. Выбор молодых музыкантов», где занял пятую строчку. Рейтинг составлялся по опросу среди представителей нескольких десятков молодых музыкальных групп России. В список также попал альбом «Прости меня моя любовь» (43 место).
В 2012, 2013 и 2014 годах певица вошла в рейтинг «Сто самых влиятельных женщин России», составленный радиостанцией «Эхо Москвы», информационными агентствами РИА Новости, «Интерфакс» и журналом «Огонёк».

## Биография

### 1976—1995: Детство и юность
Земфира Рамазанова ходила в уфимский детский сад № 267. Уже в дошкольном возрасте Земфира Рамазанова увлеклась музыкой. С пяти лет училась в музыкальной школе по классу фортепиано, где её приняли в хор солисткой. Тогда же состоялся теледебют певицы: она спела соло на местном телевидении песню про червячка: «Жил на свете червячок, червячок ленивый. Спать ложился на бочок…». В семь лет написала первую песню, которую исполнила у мамы на работе.
В школе Земфира успевала заниматься одновременно в семи кружках, но делала основные акценты на музыке и баскетболе; она окончила музыкальную школу с отличием, а в начале 1990 года стала капитаном женской юниорской сборной России по баскетболу, несмотря на то, что высоким ростом не отличалась (рост Земфиры — 172 см). «Я была разыгрывающим. Я была самой маленькой, зато самой важной», — говорила певица, добавив, что занималась этим видом спорта с третьего класса. Тренер сборной Юрий Максимов вспоминал: «Земфира была очень увлечена баскетболом, была лучшим игроком и капитаном команды. В 1990—1991 годах мы выиграли юношеское первенство России, и, конечно, я немного расстроился, когда она решила завязать со спортом».
В то же время Земфира училась играть на гитаре и прямо на улице исполняла, по одной из версий, песни «Кино», «Аквариума», «Наутилус Помпилиус». По другой версии, она исполняла хиты зарубежных исполнителей на языке оригинала, в частности, — Джорджа Майкла и Фредди Меркьюри. По окончании школы Земфира оказалась перед весьма сложным для себя выбором: музыка или баскетбол. Она выбрала музыку и поступила сразу на второй курс в Уфимское училище искусств, которое окончила в 1997 году (класс А. К. Масалимовой) с красным дипломом по специальности «эстрадный вокал». После училища она подрабатывала в уфимских ресторанах, исполняя песни под аккомпанемент своего однокурсника саксофониста Влада Колчина. Через год она прекратила выступления.

### 1996—1997: Начало карьеры
Сидела я себе в Уфе, проработала четыре года в ресторанах и устала. Ушла на радиостанцию «Европа плюс Уфа»… Потом произошла любовь к компьютеру и появилась возможность по ночам пописывать какие-то песенки. Освоила пару-тройку музыкальных программ и вперёд… Ночью писала, утром ехала домой, слушала… Сидела я так месяцев девять, накопилось песен тридцать-сорок. Потом поехала в Москву — просто отдохнуть, в гости. И взяла с собой эти песенки на CDR, как говорят, на всякий пожарный случай. Подружке, у которой я останавливалась, понравилось, она попросила переписать. Я осуществила поход в фирму грамзаписи «Фили», но там мне сказали, что CDR не возьмут, нужна кассета. Я и ушла. Больше никуда не ходила — не понравилось. А моя подружка передала переписанную ею кассету на «Максидроме» продюсеру «Мумий Тролля» Леониду Бурлакову. Лёня в тот же день позвонил мне в Уфу. Я с трудом наскребла денег на билет и вернулась в Москву.
С 1996 года Земфира работала звукооператором на уфимской радиостанции «Европа плюс» — записывала рекламные ролики (джинглы). В то же время она пробовала писать в программе Cakewalk песни, которые впоследствии вошли в её первый альбом («Снег», «Почему», «Синоптик», «Ракеты»). Участвовала в качестве второй вокалистки в популярной в то время группе «Спектр Эйс». Бэк-вокал Земфиры можно услышать в песне «Как жаль, что он не негр».
В студии радиостанции над своим материалом работал звукорежиссёр Аркадий Мухтаров. Совместно с ним Земфира записала свой первый демодиск. Аркадий был настроен записывать собственные песни, но исполнительница убедила его записать её материал: «Я, конечно, был уверен, что моё собственное творчество намного важнее… но [её] твердокаменный характер… сделал своё дело. И мы с нервотрёпками, но всё же записали, первый демонстрационный диск», — рассказывал позже музыкант. В то же время Земфира собирает собственную группу. Первый музыкант, с которым она стала работать — бас-гитарист Ринат Ахмадиев. Вместе они решают записать программный минимум песен. Ринат приводит барабанщика Сергея Созинова, и они начинают совместные репетиции, на которых Земфира попеременно играет на гитаре и клавишных. Земфира уговаривает директора подросткового клуба «Апельсин» Лилию Храбрину предоставить группе помещение для репетиций.
В 1997 году о группе впервые пишет пресса. Журналист Светлана Руцкая написала статью о коллективе для региональной газеты и позже вспоминала: «Шёл 1997 год, до выхода её первого альбома оставалось два года, а будущая знаменитость тогда была просто талантливой уфимской девушкой, никому даже в родном городе не известной. Но харизму же не спрячешь, да и песни, которые дала мне героиня материала послушать, были притягательными. Вот тогда мы и решили рассказать о ней всей республике. Помню, уже тогда Земфира сделала программное заявление: „У меня столько музыки в башке, что деваться некуда“».
Земфира продолжает набирать музыкантов в коллектив. С приходом клавишника Сергея Миролюбова группа собрана почти полностью, не хватает лишь соло-гитариста. Им становится Вадим Соловьёв, который присоединяется к группе после одного из концертов. Земфира занимает деньги на поездку в Москву и начинает заниматься «раскруткой» коллектива. На ежегодном фестивале «Максидром» кассета, на которой были записаны три песни («Снег», «−140» и «Скандал»), через журналисток, которым Земфира дала послушать демозаписи, попадает в руки продюсеру группы «Мумий Тролль» Леониду Бурлакову. Он решает рискнуть и записать альбом.

### 1998—1999: Альбом «Земфира»
С 19 октября по 7 ноября 1998 года в тон-студии «Мосфильм» пишется первый альбом. Звукорежиссёром выступает Владимир Овчинников, саунд-продюсером — вокалист группы «Мумий Тролль» Илья Лагутенко. Помимо членов группы, в записи принимают участие гитарист Юрий Цалер и барабанщик Олег Пунгин из «Мумий Тролля».
В середине января 1999 года Земфира и Илья Лагутенко выполняют сведение альбома в Лондоне в «домашней» студии группы «Мумий Тролль» Beethoven street studio со звукорежиссёром Крисом Бэнди, работавшим над всеми их прежними альбомами. Из 15 записанных песен выбрасывается композиция «Не отпускай», которая впоследствии войдёт во второй альбом Земфиры.
Дебютный альбом получает название «Земфира» (его носит финальная песня). Релиз планируется на 24 апреля, но переносится на 10 мая. Но уже с середины февраля в эфир радиостанций поступают песни «СПИД», «Ракеты» и «Ариведерчи». Первая из них становится хитом сезона и вызывает у публики «бурю противоречивых эмоций». 5—6 марта в Праге был снят клип на данную композицию, по сценарию Павла Руминова. 24 апреля в Москве был снят клип на песню «Ариведерчи», который вышел в эфир раньше первого.
24 марта в московском клубе «Республика Beefeater» состоялась пресс-конференция звукозаписывающей компании «Утекай звукозапись», на которой журналистам впервые была представлена юная уфимская певица. Она отвечала на вопросы и спела песню на башкирском языке. 8 мая в клубе «16 тонн» состоялась презентация альбома. На концерте всячески пытались воссоздать настроение весны, которая так и не входила в свои права: по всей сцене были раскиданы зелёные листья, а Земфира вплела в волосы ромашку, на которой потом гадала при исполнении песни «Ромашки».
10 мая состоялся релиз дебютного альбома, который приобрёл большую популярность. 19 июня Земфира выступила в Уфе на концерте в честь двухлетия радиостанции «Серебряный дождь» (во время концерта был отснят клип на песню «Почему»), а свой первый концертный тур она открыла 1 сентября в Москве. Группа даёт концерты в Восточной Сибири, Поволжье и далее по всей России и некоторым городам ближнего зарубежья (дебют коллектива в Петербурге состоялся 18 сентября). Тур был прерван на 15 дней с 15 по 30 октября в связи с болезнью и госпитализацией Земфиры и был завершён в Риге 5 января 2000 года. 11 декабря 1999 года группа стала гвоздём программы первого фестиваля «Нашествие». Илья Нагибин в «Коммерсанте» писал об успехе группы: «„Девочку с плейером“ слушают самые разные слои населения, и некоторые даже называют совершенно фантастическую цифру продаж дебютного альбома Земфиры — 60 млн копий (естественно, с учётом пиратских записей). Столь же успешно проходит и её гастрольный тур…».
В декабре коллектив начинает запись второго студийного альбома. В это же время был записан ремикс на песню «Снег», который впоследствии был выпущен в качестве подарочного сингла (в него также вошла композиция «Лондон»). Сингл был выпущен 26 декабря пятитысячным тиражом, и 26—27 декабря участники группы раздавали его посетителям четырёх крупных музыкальных магазинов столицы. Релиз сингла был задуман как антипиратская акция.

### 2000—2001: Альбом «Прости меня моя любовь»
В январе 2000 года ведущие СМИ опубликовали итоги музыкального года. Земфира и её группа победили в четырёх номинациях журнала «ОМ»: «Исполнитель года», «Скандалист года», «Прорыв года» и «Альбом года». 8 апреля 2000 года группе «Zемфира» была вручена премия журнала «Fuzz» по итогам 1999 года в двух номинациях: «Лучшая группа» и «Лучший альбом» (за дебютную работу).
Мартовский номер культового журнала «ОМ» выходит с Земфирой на обложке. Это была вторая обложка «ОМ», для которой снялась исполнительница, после майского номера 1999 года, — первого момента, когда певица предстала перед широкой публикой. За данную фотографию «ОМ» выиграл главный приз на конкурсе «Обложка года» 2000 года, в номинации «Мужские журналы». Земфира присутствовала на церемонии вручения награды. Песня «Искала» из готовящегося второго альбома прозвучала в культовом художественном фильме «Брат 2» (вышел на экраны в мае того же года), а также была издана в составе саундтрека к картине.
28 марта состоялась премьера второго альбома, «Прости меня моя любовь». В альбоме содержался целый перечень песен, ставших хитами и звучавших отовсюду на протяжении нескольких лет, в том числе «Созрела», «Хочешь», «Город», «Доказано», «П. М. М. Л.», «Искала» и «Рассветы». Земфира начинает масштабный концертный тур в поддержку пластинки. 1 апреля прошёл первый большой сольный концерт певицы в Москве — в СК «Олимпийский».
26 августа исполнительница была удостоена Государственной молодёжной премии Республики Башкортостан в области культуры имени Шайхзады Бабича за 1999 год. Второй альбом певицы стал самым продаваемым диском в России в 2000 году. Земфира получила награды премии «Рекордъ» 2001 года в категориях «Исполнитель года» и «Альбом года». Разошедшийся тиражом более полутора миллионов экземпляров, альбом стал самым коммерчески успешным в карьере певицы. Журнал «ОМ» безоговорочно признаёт Земфиру «Исполнительницей года» (без номинации других артистов). Коллектив певицы получает номинацию на премию «Овация» 2001 года, в категории «Рок-группа года».
Возросшая популярность исполнительницы привела к неприятному инциденту на концерте в Якутске, где из-за давки пострадало девятнадцать человек. Милиция обвинила в случившемся Земфиру, которая в свою очередь обвинила представителей правоохранительных органов в некорректном поведении и назвала причиной случившегося жадность организаторов концерта, продавших большее количество билетов, чем был способен вместить стадион «Туймаада». На пресс-конференции в Москве исполнительница говорила, что инцидент серьёзно повлиял на неё. «У меня такое ощущение, что я приобрела товарный знак и все, кому не лень, меня продают. На концертах не только наших, но и любых других групп возникают какие-то беспорядки. Непонятно, почему так раздули эту ситуацию…», — говорила Земфира, продолжая: «Я понимаю, что не в силах это сделать, но мне бы хотелось отменить эту дурацкую популярность, чтобы я могла нормально работать. Я музыкант, я не идол, не гуру, не герой…». В итоге, певица отменила остальные запланированные концерты и на некоторое время ушла в «творческий отпуск».
Осенью 2000 года Земфира приняла участие в проекте памяти Виктора Цоя «КИНОпробы. Tribute Виктор Цой», записала для него песни «Кукушка» (вошла также в её сингл «До свидания…») и «Каждую ночь», а также выступила на концертах в поддержку альбома. Трепетно относясь к Цою, Земфира постоянно обращается к его наследию в своём творчестве.

### 2002—2003: Альбом «Четырнадцать недель тишины»
Я не была уверена, что выпущу этот альбом. Мне важно было в принципе разобраться: нужно этим заниматься, не нужно… Заострить перо и настрочить 15 «Ромашек» немудрено. Но надо сдвинуться с места. А я не могла. И не понимала — почему. И ни с того ни с сего написала песню «Infinity». И причина вскрылась, и сразу поняла, что альбом-то выпущу! «Бесконечность» — знак, что всё делаю правильно…
Изматывающие гастроли и происшествие в Якутске сильно сказались на Земфире, чем и было вызвано годовое отсутствие на сцене. В интервью «Аргументам и фактам» артистка отмечала, что на тот момент она находилась на грани нервного срыва, после которого могла не вернуться на сцену: «Мне просто необходимо было отдохнуть. Иначе со мной случилось бы что-нибудь нехорошее… Может, неправильно, что я в этом признаюсь, но последние три-четыре концерта я играла с ненавистью. Ненавидела песни, колонки, публику, себя. Я считала количество песен, оставшееся до конца концерта. Когда же всё это закончилось, я не выходила из дома два-три месяца, а просто тупо сидела в Интернете». В это время произошёл перелом в творчестве певицы; она полностью меняет линию, заданную её предыдущими работами. Всё это приводит к тому, что группа «Zемфира» в своём прежнем составе перестаёт существовать. К записи нового альбома легенда привлекает музыкантов группы «Мумий Тролль» — Юрия Цалера и Олега Пунгина. Работа над ним ведётся в Москве и Лондоне, в сотрудничестве с продюсером Андреем Самсоновым.
1 апреля 2002 года вышел третий альбом, «Четырнадцать недель тишины». Альбом встретил полярные мнения у критиков. Дмитрий Шпакович в Music.com.ua дал альбому высший балл и писал: «Тишина, длившаяся целых 14 недель, наконец-то нарушилась и обернулась цельным куском великолепной музыки». Алексей Мажаев из Intermedia дал отрицательную оценку альбому. «Новая пластинка Земфиры вновь доказала её высокий потенциал, который, увы, был израсходован в основном на попытки доказать, что она серьёзный музыкант», — посчитал журналист. Из альбома были выпущены такие успешные синглы, как «Бесконечность» и «Трафик», и в итоге он стал очередным бестселлером артистки. По словам Алёны Михайловой, только за первый день продаж было раскуплено 180 тысяч экземпляров аудиодисков альбома, что являлось рекордным уровнем на то время. К июлю 2002 года российский тираж альбома превысил миллион экземпляров. По информации Real Records, было реализовано 700 тысяч кассет и 300 тысяч компакт-дисков. Помимо этого, на Украине было продано 150 тысяч дисков и 300 тысяч кассет. «Четырнадцать недель тишины» был номинирован на премию «Рекордъ» 2003 года в номинации «Альбом года».
В июле Земфира выступила на «Мегахаусе». В августе певица выступала в поддержку альбома на фестивале «Нашествие». Гастрольный тур в поддержку новой пластинки стартовал 4 апреля в Челябинске. 26 августа в Уфимском Дворце спорта (ныне Дворец спорта «Салават Юлаев») состоялся концерт в честь дня рождения певицы. На нём, среди прочего, был впервые представлен клип на песню «Мачо». Телепремьера же его состоялась лишь в сентябрьском эфире.
В апреле 2003 года артистка выступила на церемонии вручения музыкальных наград журнала «Fuzz», где получила две награды — в номинациях «Лучшая live-группа» и «Лучшее видео» (за видеоклип к песне «Бесконечность», режиссёр Виктор Вилкс). На церемонии Земфира исполнила три песни, в числе которых были «Лондон» и не опубликованная ранее «За билеты». «Четырнадцать недель тишины» победил в номинации «Альбом года» на «Премии Муз-ТВ 2003». В этом же году Земфира стала лауреатом российской независимой премии «Триумф» за 2003 год (молодёжная премия) за достижения в области литературы и искусства.

### 2004—2006: Альбом «Вендетта»
В 2004 году Земфира поступила на философский факультет Московского государственного университета. Во время первой зимней сессии она взяла академический отпуск в связи с записью нового альбома, однако на факультете не восстановилась, и была отчислена в августе 2006 года. 16 октября, на церемонии MTV Russia Music Awards 2004 года, Земфира исполнила дуэтом с группой Queen знаменитую композицию «We Are The Champions».
На рок-фестивале «Максидром» в 2004 году, вместе с Ильёй Лагутенко, Земфира исполнила песню «Медведица», что было признано самым ярким выступлением за всю историю фестиваля. Сама Земфира тоже преобразилась: вышла в ярком платье и туфлях на высоком каблуке. При этом она отметила: «Мне понравились каблуки — это очень сексуально. Возможно, это новая эра в моём локальном масштабе». После этого перформанса Земфира исполняла свои песни, а также аккомпанировала Корнею во время исполнения песни «Воздух».
В этом же году Земфира начала работать над записью саундтрека к фильму Ренаты Литвиновой «Богиня: как я полюбила». Одновременно началось сотрудничество певицы с композитором и аранжировщиком Игорем Вдовиным. Сама артистка говорила, что познакомилась со Вдовиным задолго до совместной работы, когда проходили её концерты в Санкт-Петербурге. Первым итогом сотрудничества стала песня «Любовь, как случайная смерть», вошедшая в саундтрек к фильму. Несмотря на то, что артистка скептически отнеслась к итогам сотрудничества, Вдовин впоследствии был привлечён к работе над новым альбомом. Запись альбома, начатая в июне 2004 года в сотрудничестве с Игорем Вдовиным, Корнеем, Владом Креймером, Олегом Пунгиным и Юрием Цалером завершилась в феврале 2005 года.
1 марта 2005 года состоялся релиз четвёртой студийной работы «Вендетта». Альбом был восторженно встречен музыкальными критиками, которые назвали его вторым «взлётом» Земфиры после её дебютного альбома. Александр Горбачёв, подводя итоги музыкального года для интернет-газеты «Грани.ру», назвал «Вендетту» «собранием точнейших, до последнего отзвука отделанных песен о вечном и самом насущном одновременно» и добавил: «Так верно, так умно, так актуально Земфира не звучала ещё никогда». Борис Барабанов в газете «Коммерсантъ» писал: «Альбом Земфиры — это яркий пример музыкального продукта, доведённого до абсолюта, вещи, в которой нет практически ничего случайного ни на уровне идей, ни на уровне исполнения. Полная симметрия. Рядом ставить некого».
Поддержанный такими успешными синглами, как «Небомореоблака», «Прогулка», «Блюз», альбом стал самым продаваемым в России релизом за 2005 год и победил в номинации «Отечественный альбом года» на премии «Рекордъ» 2006 года. Во время церемонии награждения Земфира прокомментировала успех пластинки по телефону: «Это первая премия альбому. Но это не оценка творческих достижений, а оценка симпатии. Надеюсь, что компания Real Records наконец-то счастлива. Спасибо моим поклонникам!». Точный тираж не оглашался, но существуют суждения, что диск был раскуплен в количестве от 250 до 500 тысяч экземпляров. Видеоработы и песни альбома были номинированы на пять премий MTV Russia Music Awards 2005 года. В итоге Земфира получила награду за лучшее видео к песне «Блюз». В 2006 году диск получил номинации на премии журнала «Fuzz» и "Премии Муз-ТВ"в категории «Альбом года».
Гастрольный тур в поддержку «Вендетты» стартовал 10 мая концертом в Петрозаводске. С новой программой и обновлённым составом в лице сессионных музыкантов Бориса Лившица, Андрея Звонкова и своего протеже Владимира Корниенко Земфира посетила ряд городов ближнего и дальнего зарубежья. Завершающей точкой был концерт 23 декабря в Москве, в ДК Горбунова, где Земфира совершила прыжок со сцены в толпу.
26 августа, в свой день рождения, Земфира сыграла концерт в Уфе, в мегазале «Колизео» развлекательного комплекса «Огни Уфы».
13 июня 2006 года Земфира на одной сцене со Scorpions выступила на фестивале «Stop Контрафакт» под эгидой саммита G8 в Санкт-Петербурге. Осенью вышел первый концертный альбом певицы «Земфира.Live», куда вошло 10 песен певицы, исполненных во время гастрольного тура «Вендетта».

### 2007—2008: Альбом «Спасибо»
14 февраля 2007 года был выпущен DVD-диск с клипами «Zemfira.DVD», в который вошла большая часть клипов певицы, выпущенных на тот момент, кроме клипов на песни «СПИД» (этот клип певице не нравился) и «Трафик» (из-за разногласий Земфиры с режиссёром клипа Ириной Мироновой). В подарочную версию сборника также вошёл клип на песню «Итоги», снятый Ренатой Литвиновой.
После недолгого перерыва, весной того же года, Земфира продолжила концертную деятельность. В туре под названием «Дежавю» (фр. déjà vu — «уже виденное») звучали хорошо знакомые композиции из ранее выпущенных альбомов, но в новой аранжировке. Изменённые до неузнаваемости песни исполнялись сессионными музыкантами: Дмитрием Шуровым, Константином Куликовым, Алексеем Беляевым, Денисом Маринкиным. Завершился тур концертом в Москве, в Зелёном театре на Пушкинской набережной, посетители которого могли видеть салют в честь исполнительницы по окончании концерта.
29 августа состоялось также выступление на концерте «Школьный вальс» в клубе «Апельсин» (специальный сет). В августе Земфира с музыкантами обратились в Российский фонд помощи с просьбой подобрать приёмную семью и с предложением сделать этой семье подарок на выручку от концерта «Школьный вальс». Была выбрана семья Бармотиных (шестеро приёмных детей в возрасте от двух до одиннадцати лет). Выручка от концерта пошла на покупку микроавтобуса Mercedes на 12 пассажиров, который торжественно был передан в дар семье 1 сентября в московском детдоме № 19.
В интервью 2007 года Земфира говорила, что группы «Земфира», с которой она выступала ранее, как таковой больше нет, и ныне она периодически сотрудничает с разными музыкантами.
1 октября вышел новый альбом Земфиры — «Спасибо», куда вошли двенадцать песен, написанных, по словам певицы, на одном вдохновении, в течение года (от осени 2006-го до осени 2007-го). Запись альбома проходила в Лондоне, сведение — в Москве на «Мосфильме». Как сказала Земфира о новом альбоме, «Этот альбом — отражение меня сегодняшней. Мне стукнуло тридцать, в результате некоторых внутренних бурь я многое поняла. Да, альбом очень позитивный! Если „Вендетта“ была неспокойной, я что-то искала, то здесь — нашла. Взаимосвязь между этими альбомами — как между альбомами Queen „A Day At The Races“ и „A Night At The Opera“. Период непонимания — период понимания».
Все основные партии были записаны нынешним составом группы: Земфира Рамазанова (голос), Дмитрий Шуров (пиано), Константин Куликов (труба), Дэн Маринкин (барабаны), Алексей Беляев (бас), Юрий Топчий (гитара). В качестве приглашённого гитариста выступил Юрий Цалер («Мумий Тролль»). В записи также принял участие Оркестр кинематографии под руководством Сергея Скрипки. Выходу альбома предшествовало появление радиосингла «Мальчик» и видеоролика на песню «Мы разбиваемся», снятого Ренатой Литвиновой.
Альбом был выпущен издательским домом «Коммерсантъ» и вышел в продажу с 1 октября вместе с первым номером нового журнала «Citizen K» — издания о моде, музыке, стиле. Земфира появилась на обложке журнала, в котором была представлена информация о певице и новом альбоме, включая её большое интервью, фотосессию, сделанную в Париже, детские фото и другие материалы.
5 октября альбом «Спасибо» на эксклюзивных началах появился в салонах «Евросеть». 21 октября во Владивостоке начался тур Земфиры в поддержку нового диска. В ходе тура были проведены специальные автограф-сессии в салонах «Евросеть». На концертах продавался специальный макси-сингл «10 мальчиков», который включал в себя 10 ремиксов песни «Мальчик», присланных певице в ходе конкурса, проведённого в Интернете. В этот же период на экраны был выпущен фильм «Зелёный театр в Земфире», снятый Ренатой Литвиновой во время концерта в «Зелёном Театре» парка им. Горького 8 июня 2007 года.
23 марта 2008 года в Санкт-Петербурге на площадке Ледового дворца состоялся концерт в рамках турне в поддержку альбома «Спасибо». В середине марта Земфира получила приз ежегодной музыкальной премии в области рок-н-ролла «Чартова Дюжина. Топ-13» в двух номинациях: «Солистка года» и «Музыка» (за песню «Мы разбиваемся» из альбома «Спасибо»).
1 апреля в Москве в СК «Олимпийский» прошёл финальный концерт тура в поддержку альбома «Спасибо». По словам Земфиры, этот концерт был задуман за два года до того, как состоялся, и стал своеобразной большой победой. Во время исполнения заглавной песни альбома тысячи зрителей приподняли заранее заготовленные плакаты с надписью «Спасибо», тем самым выразив поддержку и благодарность певице за её творчество. Группа выступала в течение 3 ч. 45 мин. Последние песни исполнялись уже при отключённых видеоплакатах и освещении.
В мае певица начала работу над сборником би-сайдов, который предполагалось выпустить в рамках контракта с компанией «REAL Records».
В июне исполнительница стала дважды лауреатом премии альтернативного направления «Степной волк» Артемия Троицкого. В августе увидело свет подарочное издание фильма «Зелёный театр в Земфире». Это событие сопровождалось тремя автограф-сессиями певицы в Москве. 30 августа Земфира выступила на международном фестивале живой музыки «Сотворение мира» в Казани перед 100-тысячной публикой, где спела «Everybody hurts» вместе с Патти Смит.
Запланированный на сентябрь релиз бисайдов вновь не состоялся, однако 7 ноября 2008 года они были сданы рекорд-компании. 1 декабря вышел клип на песню «Снег начнётся». Его можно было бесплатно скачать с официального сайта.

### 2009—2010: Сборник би-сайдов «Z-Sides»
26 января 2009 года Земфира выступила на студенческом празднике «Татьянин день», прошедшем в Санкт-Петербурге, на сцене СКК «Петербургский». Ведущими праздника были Михаил Козырев и Рената Литвинова. По разным данным, на концерт пришло от 17 до 20 тысяч человек. Это было самое длинное не сольное выступление Земфиры — 20 песен. 20 февраля певица выступила с акустическим сетом из четырёх песен на благотворительном «Живом концерте» в московском ДК им. Горбунова (средства от продажи билетов на мероприятие пошли на создание первого в России хосписа для обречённых неонкологических больных). В концерте принимали участие Земфира, Вячеслав Бутусов и группа «Ю-Питер», Пелагея, Ирина Богушевская, Сурганова и оркестр, Billy’s Band, Елена Погребижская, а также «Музыкальный коллектив Петра Налича».
21 марта сборник би-сайдов «Z-Sides» неожиданно появился в Интернете. Ранее певица два года откладывала выход релиза под разными предлогами. За это время она выпустила альбомы «Вендетта» и «Спасибо». 30-31 марта на Первом канале был показан фильм Леонида Парфёнова «Птица-Гоголь», выпущенный к 200-летию Н. В. Гоголя, где Земфира читала отрывки из произведений классика.
В новогоднюю ночь на 1 января 2010 года на сайте певицы появился второй концертный альбом «Земфира.Live2». В альбом вошли 11 песен, записанных в ходе гастрольного тура «Спасибо».
1 июня открылся реконструированный официальный сайт певицы. Земфира сообщила об окончании отпуска и поведала о своих творческих планах. 1 сентября состоялся релиз переизданий трёх первых студийных альбомов. К этому же событию был приурочен мини-тур по городам: Санкт-Петербург, Екатеринбург, Минск, Киев и Москва. Также Земфира сообщила о работе над музыкальным оформлением фильма Ренаты Литвиновой «Последняя сказка Риты» и о начале записи нового альбома.
Альбом она записала в своей новой студии на территории «Красного Октября». 1 августа Земфира выступила на закрытии «Новой волны» 2010 года.
3 августа состоялся релиз альбома «Z-Sides» на лейбле «Квадро-диск». Борис Барабанов, из издания «Коммерсантъ», назвал альбом в числе главных российских релизов 2010 года, а песня из альбома «Не стреляйте» вошла в список главных российских песен. «Z-Sides» стал очередным бестселлером артистки и занял четырнадцатую строчку в чарте самых продаваемых в России альбомов на физических носителях за 2010 год, по информации компании 2М и Lenta.ru. Седьмого октября в Москве и восьмого в Санкт-Петербурге Земфира приняла участие в концерте «20 лет без КИНО». В ходе концертов она исполнила сет из четырёх песен, в том числе «Попробуй спеть вместе со мной» и «Печаль». 28 ноября выступила на 20-летии группы «Моральный кодекс». 24 декабря Земфира стала лауреатом почётной премии «За вклад в развитие науки, культуры и искусства» Российского авторского общества (РАО).

### 2011—2014: Альбом «Жить в твоей голове» и группа «The Uchpochmack»
Телеканал «Дождь» в новогоднюю ночь показал запись сентябрьских концертов Земфиры в «Crocus City Hall» и на «Стрелке». 5 января Земфира сообщила на своём официальном сайте, что релиз нового альбома отложен на осень.
15 апреля на «Нашем радио» состоялась премьера песни «Без шансов», которая впоследствии вошла в новый альбом певицы. 28 мая Земфира выступила на фестивале «Maxidrom 2011», исполнив на нём 10 песен. 3 июня — на «Премии Муз-ТВ 2011», в качестве хэдлайнера. 23 июля Земфира выступила на «Пикнике Афиши», где представила новую песню «Деньги».
31 августа на официальном сайте появилась афиша со списком из 11 городов России, Чехии, Бельгии и Германии и 12 концертов, намеченных на октябрь — декабрь. На следующий день на официальном сайте певица отвечала на вопросы поклонников. В ходе общения Земфира рассказала о работе над новым альбомом, запись которого ведётся в студии «Мосфильм» и сообщила, что дата его выхода пока неизвестна: «Работаю без остановки. Некоторые песни перезаписаны дважды, трижды. Проблема в том, что многим приходится заниматься самой. Альбом получается очень авторский, много играю, записываю, редактирую. Может и хотелось бы иначе, но уже не могу — должна всё контролировать. Не буду называть дат, просто работаю — когда закончу работу — выпущу». Новый альбом, по словам артистки, будет её последней большой работой «в формате крупной формы»: «После я если и буду выпускать какие-то песни, то в формате EP».
14 сентября начал работать официальный сайт фильма «Последняя сказка Риты» (реж. Р. Литвинова), одноимённый саундтрек к которому написала Земфира. В трейлере фильма звучит гитарная вариация на тему «Танца с саблями» А. Хачатуряна, а также фрагмент неизвестной ранее песни самой артистки. 16 октября Земфира выступила на юбилее Вячеслава Бутусова в Санкт-Петербурге, исполнив две его песни (на слова Ильи Кормильцева): «Казанова» и «Взгляд с экрана».
29 октября в Новосибирске начался гастрольный тур «12», включавший в себя 13 концертов в 11 городах. Состав (помимо самой певицы): Алексея Беляев (бас), Сергей Ткаченко (гитара, барабан) и Денис Маринкин (ударные). Земфира во многих песнях аккомпанирует себе на акустической гитаре и синтезаторе. В программу концертов вошли композиции из всех альбомов певицы, включая сборник «Z-Sides», а также песни «Без шансов» и «Деньги».
29 января 2012 года на официальном сайте Земфиры появились фотографии из тура «12», а также вся дискография певицы. 1 апреля на сайте певицы появилась радиоверсия песни «Деньги».
16 апреля 2012 года Земфира представила песню «Деньги» в эфире «Первого канала». Певица впервые за долгое время появилась на телевидении — исключение она сделала для премьерной передачи «Вечерний Ургант».
27 апреля 2012 года Земфира выступила в качестве гвоздя программы на фестивале «Рок Арена» в Донецке.
В июле 2012 года возобновилось сотрудничество Земфиры с группой Queen (принимала участие в концерте группы 3 июля в СК «Олимпийский»). Земфира также выступила 7 июля на рок-фестивале «Нашествие-2012»: закрыла, в качестве гвоздя программы, своим выступлением второй день фестиваля. На этом выступлении певица в последний раз исполнила свою песню «Ромашки».
8 июля 2012 года Земфира надолго закрыла свой сайт, сославшись на то, что «прекращает общение со внешним миром» из-за людей, обсуждающих в социальных сетях её внешность и имидж.
В ночь с 29 на 30 декабря 2012 года в начале программы «Вечерний Ургант» исполнила «Песню Деда Мороза и Снегурочки» (музыка Геннадия Гладкова, слова Юрия Энтина), известную по восьмому «новогоднему» выпуску мультфильма «Ну, погоди!».
2 января 2013 года Земфира на своём официальном сайте объявила о начале нового гастрольного тура «Земфира. Тур 2013». Он стартовал 15 февраля в Томске и включал в себя 51 город.
14 февраля 2013 года на сервисе «Яндекс.Музыка» был выложен шестой студийный альбом «Жить в твоей голове». Официальный его релиз состоялся 15 февраля 2013 года. 14 февраля альбом появился на сервисе iTunes, впоследствии исчез и появился вновь 16 февраля.
Доходы от продаж альбома за первый месяц составили два миллиона рублей, что является рекордом для интернет-продаж произведений российских исполнителей.
17 июля 2013 года Земфира выступила гвоздём программы на закрытии XXVII Всемирной летней Универсиады в Казани с композицией «Мы разбиваемся».
5 ноября 2013 года Земфира выложила на iTunes песню «Someday». Имя певицы напрямую не упоминалось, состав группы известен не был. Песня, исполненная на русском языке, была записана группой «The Uchpochmack» (в переводе с башкирского языка «учпочмак» — «треугольник», блюдо татарской и башкирской национальной кухни). Каждую неделю в iTunes появлялся новый трек из мини-альбома «First & Last»: 12 ноября — «Mistress» (в записи принял участие Дэвид Браун, солист группы «Brazzaville»), 19 ноября — «Lightbulbs». Все три трека возглавляли чарт российского отделения iTunes. 14 декабря на концерте в ГКЦЗ «Россия» в Лужниках Земфира со сцены объявила состав группы: она сама и два её племянника Артур и Артём Рамазановы. Там же впервые на публике были исполнены две песни из мини-альбома «First & Last»: «Someday» и «Lightbulbs».
Осенью 2013 года Земфира получила премию MTV Europe Music Awards в категории «Лучший российский исполнитель», победив в голосовании за звание лучшего российского артиста по версии телеканала MTV, и вышла во второй круг голосования в категории «Лучший восточно-европейский артист», однако уступила награду польскому певцу Камилу Беднареку.

### 2015—2016: Тур «Маленький человек»
В конце октября 2015 года Земфира анонсировала новый концертный тур под названием «Маленький человек». Во время гастролей исполнительница посетила 20 городов России, а также дала концерты в Белоруссии, Эстонии, Литве и Латвии.
Первая часть турне началась в феврале 2016 года с Омска и завершилась в апреле в Москве. Во время этого тура певица объявила об окончании своей гастрольной деятельности. Концерты второй части прошли в сентябре-ноябре 2016 в Израиле, Германии, Великобритании, ОАЭ, США и в Канаде. В конце декабря 2016 года Земфира выпускает альбом «Маленький человек. Live». И уже 23 декабря 2016 года презентует его в Московском клубе «Stadium».

### с 2020
В апреле 2020 года Земфира выпустила сингл «Крым», а 6 сентября выступила в качестве хедлайнера на фестивале Stereoleto в Санкт-Петербурге. 26 февраля 2021 года певица выпустила первый за восемь лет альбом под названием «Бордерлайн», который стал седьмым студийным альбомом исполнительницы. Альбом состоит из 12 песен. Обложкой альбома стало его название, написанное белыми буквами на чёрном фоне и перечёркнутое несколько раз. В июле 2021 года выпустила мини-альбом «Ах», состоящий из четырёх песен.
24 и 26 февраля 2022 года в Москве состоялись первые за 5 лет сольные концерты Земфиры. Выступления прошли в клубе Music Media Dome в формате COVID-free.
24 февраля 2022 года, после начала вторжения России на Украину, на официальном сайте Земфиры исчезли все ссылки и появилась надпись «Нет войне» белыми буквами на чёрном фоне. Весной этого же года на официальном YouTube-канале певицы были опубликованы видеоклипы с социально-политическим посылом: на песню из альбома «Z-Sides» «Не стреляйте».
В марте в российских СМИ распространилась информация об эмиграции Земфиры во Францию, сама певица комментариев по этому поводу не давала.
19 мая 2022 года Земфира выпустила антивоенную песню «Мясо», видеоклип на композицию состоял из рисунков созданных Ренатой Литвиновой, которая также занималась режиссурой и монтажом клипа. 25 мая 2022 года сингл «Мясо» был выложен на основных музыкальных стриминговых сервисах.
Летом 2022 года в СМИ был опубликован «список музыкальных исполнителей, чьи выступления в России якобы были сочтены нежелательными», девятой строчкой в списке числится «певица „Земфира“ (Рамазанова Земфира)».
8 октября 2022 года вышел одноимённый EP от проекта «Земфира от Луки» — совместного проекта Земфиры Рамазановой, где она отвечает за вокал, и одного из двух племянников Земфиры, Артура Рамазанова-Остапенко, также известного как «Лука», который отвечает за продакшен, программирование, бас, гитары, клавишные и бэк-вокал. Артур и Земфира также являются участниками проекта «The Uchpochmack» совместно с Артёмом Рамазановым-Остапенко.
10 февраля 2023 года Минюст России внёс Земфиру в список иностранных агентов.
10 марта 2023 года Земфира выпустила антивоенный сингл «Родина» (стилизовано как «PODNHA»).
10 мая 2023 года Земфира через своего представителя направила судебный иск к Минюсту с требованием признать незаконным присвоение ей статуса иностранного агента, который позже был отклонён. Тогда же певица открыла в Москве компанию по звукозаписи и изданию музыки «Родина». В конце мая в СМИ появилась информация о том, что Земфира получила французское гражданство, однако вскоре певица опровергла это.

## Тексты и тематика песен
Мне кажется, о текстах нет смысла говорить. Потому что тексты — это твои какие-то жизненные позиции, представления, настроения на данный момент, зафиксированные именно в этих предложениях. А что там сказать? Может случиться так, что написал — а уже минуты через три не согласен. Настроение поменялось. Очень не люблю править свои тексты, потому что тогда можно всё исправлять — начиная с первой буквы и заканчивая последней точкой.
Тексты песен Земфиры отличаются своеобразием и неповторимым стилем. Сама певица не любит рассказывать в интервью о текстах и не считает себя поэтом. Вячеслав Огрызко в «Литературной газете» отмечал, что в одном из интервью она упоминала: «Я всегда говорю, я не считаю, что пишу стихи». Однако её тексты часто печатают в сборниках рок-поэзии. Земфира говорила в интервью Toppop.ru, что не может описывать тексты песен: «Мне сложно говорить о текстах. О музыке ещё могу размышлять — есть блюз, есть электроника, а с текстом сложнее: что хочешь, то и говоришь». Тем не менее, многие журналисты сделали их предметом исследования. Авдотья Смирнова и Татьяна Толстая в интервью с Земфирой в ходе программы «Школа злословия» назвали её самобытным поэтом. Некоторые исследователи находят параллели между ранними текстами Земфиры и поэзией Янки Дягилевой. Отмечалось, что мир Земфиры — это мир глазами юного, только открывающегося для жизни человека. В песнях любовь сопряжена со смертью. Песня «Синоптик» говорит, что «в воле к жизни наивысший результат достигается через гибель». Смысловым инвариантом первого альбома отмечалась песня «СПИД», в которой заложена концепция: «любишь — умираешь». В некоторых песнях появляется феномен «„подросткового“ языка», используются фразы «comeback’и» и «наш с тобой birthday». Сабрина Йасси отмечала, что тексты Земфиры глубоко сопряжены с такими табуированными, но распространёнными в обществе темами, как отчуждение, депрессия, (гомо)сексуальность и СПИД.
В 2000 году в журнале «Знамя» вышла статья, посвящённая ранним текстам артистки. Исследователь творчества Земфиры (под псевдонимом Л. Ш.) писал(а), что её поэзия отсылает к «символическому 69-му» году, к эре рок-музыкантов; «Фрагментарность», «Любовь и страх», «Взгляд на Место Обитания (Город)», «Молодость», «Смерть как синтез предыдущего» — все эти проблемы глубоко и лично переживаются автором. Уже к третьему альбому музыкальные журналисты стали выделять особый язык певицы. Ольга Гайдукова на «Звуках.ру» писала, что в альбоме присутствует «то же неровное стихосложение — трогательные поэтические откровения сочетаются с „проходными“ строчками, соль которых очевидна, наверное, только самой Земфире». Журналистка отмечала, что такие строчки, как «Сон длиною в паранойю» и «в губы давай дружить» «обязательно растащат на цитаты», а также то, что во многих песнях присутствует текстовая преемственность к ранним композициям певицы. «„Р“ воспринимается некой реминисценцией „Искала“, „Webgirl“ — „Непошлого“, а „Шалфей“ — „Ромашек“», — писала автор. Тихон Романов писал, что Земфира — «мастер сочинять хлёсткие фразы, которые не нуждаются в трактовках. В альбоме „Четырнадцать недель тишины“ такие попадаются почти в каждой песне: „Время убивает меня, я убиваю время“ („Песня“), „Я буду вечно рядом, твоим смертельным ядом, твоим последним взглядом“ („Р“), „Я слышу: мне лететь выше всех, падать больнее, но зато какие ощущения“ („Ощущение“)».
В песне «Webgirl» были затронуты темы интернет-общения. Земфира говорила, что композиция основана на её личном опыте. Она добавила, что у неё самой случались романы в интернете: «У меня было несколько романов в интернете. А что, у кого-то не было? Но романы все эти — краткосрочные. Месяца по два. Сначала развитие, а потом всё уходит на нет. Это азартно же очень. Но главное — не знать, кто это и не видеть фотографию, потому что тогда пропадает весь резон».
Четвёртый альбом «Вендетта» тематически был назван очень личным, интимным и откровенным. По словам Майкла Баева из журнала «Fuzz», на «Вендетте» Земфира достигла «пределов самоуглублённости». Алексей Вишня посчитал, что на «Вендетте» раскрылся дар певицы разговаривать с поколением на одном языке. «Секс, наркотики и смерть, утопленная в синьке разлука — прекрасные источники вдохновения. Весь альбом пропитан ненавистью, в воздухе топором висит нервозный каприз», — отмечал Алексей. В альбоме впервые появилась социальная тематика. «Небомореоблака» — единственная композиция из пластинки, которая имела социальный подтекст. Дмитрий Якушев в Лефт. Ру писал, что песня явно направлена «против порядков и результатов деятельности шоу-бизнеса». Большое обсуждение в прессе получило упоминание в композиции певицы Валерии. После выпуска альбома «Спасибо» Земфира связала его тематику с пластинкой «Вендетта». По словам артистки, «если „Вендетта“ была неспокойной, я что-то искала, то здесь — нашла. Взаимосвязь между этими альбомами — как между альбомами Queen „A Day at the Races“ и „A Night at the Opera“. Период непонимания — период понимания». С точки зрения поэзии, в альбоме выделяли вальс «Мальчик» и песню «Господа». Михаил Марголис писал, что в вальсе «обращение к мальчику и декадентская подача песни сразу воскрешают гумилёвское „Милый мальчик, ты так весел…“». Вячеслав Огрызко также провёл параллели со «Слепым мальчиком» Шевчука, аукцыоновским «Мальчиком» и творчеством Киры Муратовой, отмечая подростковый максимализм во фразе «Денег — ноль. Секса — ноль. Музыка сдохла».
Как отмечает членкор РАН учёный-философ В. В. Миронов: «Целый ряд песен Земфиры, в которых она размышляет над судьбой человека, его переживаниями, имеют глубокое философское содержание». Юрий Лоза, анализируя творчество певицы, подчеркнул, что она отражает взгляды и симпатии женщины, которая «потерялась в этом мире и болтается между определёнными ценностями», принятыми в любом обществе, и неким элитным одиночеством. Партнёр, присутствующий в песнях Земфиры, не является мужем. Это абстрактный «ты», с которым у неё странные отношения, там нет ничего про семью и воспитание детей. Есть «убить соседей», но подобный текст не совсем укладывается в миропонимание обычного человека. С позиции Лозы, такие обороты недопустимы по канонам создания профессионального эстрадного текста.

## Музыкальный стиль
Музыкальный стиль Земфиры относят к жанрам рока и поп-рока. В её музыке находят влияние как гитарного попа, так и гармоний джаза и босса-новы. Майкл Зильберман писал, что влияния на музыку певицы можно отыскать в произведениях нероссийских артистов. В более лёгких произведениях прослеживаются Сьюзан Вега и Portishead, в более жёстких — Аланис Мориссетт и Ани Дифранко. Сабрина Йасси в Allmusic писала, что музыкально Земфира более близка к Кейт Буш и Бьорк, с её «сложным, одержимым эстетикой стадионным роком, наполненным мелодиями лоу-фай гитары и кричащим вокалом». Владимир Полупанов отмечал в первых песнях «мажорный гитарный поп 90-х, разбавленный наивными клавишными 70-х», а в пении «тембральные совпадения с агузаровским вокалом». Второй альбом расширяет жанровое разнообразие музыки группы. Появляются нежные баллады («Хочешь?», «Сигареты») и гранж (припев в «Искала»). Земфира выходит за рамки звучания своего коллектива, используя слайд-гитары, пианино, струнные, латунь, саксофон и электронные вставки. Некоторые песни оставляют ощущение, что они записаны в середине 1980-х годов («Созрела» и «Город»).
Позже начинается долгий период экспериментов Земфиры со звуком. На третьей пластинке «Четырнадцать недель тишины» во главу угла было поставлено качество звучания. Алексей Крижевский из интернет-газеты «ВестиРу» отмечал: «Профессиональность саунда на пластинке доведена до филигранной, выверенной отточенности и срежиссированности каждого звука, что сочетается со сдержанной (или сдерживаемой) энергетикой. Да, Земфира ещё фирменно свингует там, где идёт ровный ритм, и может позволить себе поозорничать в духе первого альбома на песне „Шалфей“, но рвать на себе рубаху руки уже не тянутся — они держат дорогой микрофон». В целом, альбом выполнен в жанре рок-музыки с преобладанием гитарного звучания. Иную оценку озвучил Александр Неверов из журнала «Итоги». По его мнению, на пластинке присутствуют и популярный в то время трип-хоп, а также джаз и блюз, только «весьма условные».
Тихон Романов в «Еженедельном Журнале» писал о том, что альбом получился спокойным и ровным в музыкальном плане. «Если два года назад Земфирин надрыв напоминал об исполнительнице альтернативного рока Пи Джей Харви, то в нынешней меланхолической интонации можно услышать что-то от нежной лирики Сюзанн Веги. К тому же кое-где сходные аранжировки… И есть тут не только тихая грусть, но и депрессивный гранж в духе Nirvana, и пассажи под Deep Purple, и ссылки на Rolling Stones и Depeche Mode», — посчитал журналист. В песне «Ощущенья» впервые проявляются джазовые ноты. В «Комсомольской правде» писали, что композиция необычна для певицы, и Земфира предстала в ней в образе «русской Шаде», а «мелодичное приджазованное вступление сразу переносит в уютный бар с приглушённым светом и чуть слышной музыкой».
«Вендетта» стала ещё более экспериментальной записью, одну часть которой составили электронные композиции, а другую — рок-песни. В жанровом отношении диск включает также хард-рок, трип-хоп, брит-поп, диско и синти-поп. В интервью «Русскому Newsweek» артистка уточняла по музыкальному разнообразию пластинки: «Пёстрый альбом. Много стилей — блюстители чистоты жанра будут ругать. Архаичный рок, даже блюз и электронные аранжировки. Я человек широких взглядов — мне так захотелось». Борис Барабанов писал, что проще всего назвать альбом ро́ковым, так как «звучание гитар и вправду никогда прежде не было на её пластинках таким тяжёлым и пафосным». Тем не менее, после прослушивания критик отметил, что в роковом ключе выполнено только четыре песни («Небомореоблака», «Дай мне руку», «Малыш» и «Повесица»). С другой стороны, он посчитал, что «с тем же успехом пластинку можно описать как подборку „грустных лирических пьес“, изредка прерываемых рок-н-роллами». Алексей Мажаев в «Музыкальной правде», в свою очередь, писал, что «Вендетта» — это своеобразный пазл, который «каждый может собрать самостоятельно из красивых мотивов, проникновенных стихов, электронных звуков, сменяющихся тяжёлым роком». Сергей Степанов из Rol.ru утверждал, что «Земфира охотнее обычного разбрасывается аллюзиями и гиперлинками, так что доходит до смешного: на альбоме поочерёдно гостят мелодия The Police, барабанная петля из Radiohead и гитарный рифф имени, подумать страшно, Foo Fighters».
В ходе работы над диском Земфира создаёт свой первый блюз — одноимённую композицию. В интервью Гуру Кену Земфира упомянула, что песня является её первым блюзом и он сделан по всем канонам жанра:

Я, в принципе, их [блюзовые песни] никогда не любила. Ещё в училище нас всех заставляли их слушать, играть. Есть какие-то традиционные блюзовые формы, двенадцатитактовые, минорные, мажорные… Именно за традиционность и не любила. Но, вероятно, как-то во мне накопилось — и получился первый в жизни блюз. Хотелось сделать его как можно более архаичным, чтоб был старый звук барабанов…— Земфира
Алексей Мажаев посчитал, что по аранжировке песня получилась почти блюзовой, но мелодически она напоминает композицию «Бесконечность» из альбома «Четырнадцать недель тишины». Капитолина Деловая отметила, что песня всё же является нетипичным блюзом. Она отметила связь «Блюза» с песней Земфиры «Небо Лондона», а также то, что в композиции показан широкий диапазон голоса певицы.
В альбоме «Спасибо» артистка ушла в более «сложную музыку». Борис Барабанов писал, что Земфира давно отказалась создавать музыку по правилам «форматного» русского рока. «Её альбом „Спасибо“ (2007) знаменовал уход в „сложную“ музыку, который по достоинству смогли оценить такие, например, люди, как композитор-неоакадемист Владимир Мартынов», — писал обозреватель, отмечая, что на диске «Z-Sides» был представлен совершенно другой материал, отсылающий к «беззаботной эстраде».

## Реакция критики
| Оценки критиков | Оценки критиков |
| Источник        | Оценка          |
| --------------- | --------------- |
| АиФ             | (смешанная)     |
| Живой Звук      | (положительная) |
| ОМ              | (положительная) |
| InterMedia      | [ 21 ]          |

Дебютный альбом Земфиры получил в основном положительные отзывы от музыкальных критиков. Андрей Бухарин из журнала «ОМ», получивший запись альбома ещё до его выхода, окрестил группу «талантом безусловной силы», написал, что «в альбоме есть всё: настоящий голос, умение петь, своя интонация, пронзительные искренние тексты и мелодии — из 14 песен практически любая способна стать хитом». Восторженным по тону было ревю Шамиля Валеева из «Живого Zвука»: «Абсолютно никому не известная всего пару месяцев назад девушка поставила на уши двадцать тысяч человек! Всего одним лишь фактом появления на сцене главного рок-фестиваля страны „Максидром“!». Рецензия Владимира Полупанова, опубликованная в газете «Аргументы и факты», — одна из немногих, негативно оценивающих альбом. Полупанов признавал, что песни альбома совершили «молниеносный блицкриг», хвалил тексты Земфиры за личностность и невымученность, но отмечал, что они, «как и песенная поэзия „Мумий Тролля“, грешат филологическими изъянами и некоторой нелогичностью», не несут в мир истин, как творчество Юрия Шевчука, а в музыкальном плане музыкант ничего нового не предложила. Алексей Мажаев из InterMedia успех дебюта исполнительницы охарактеризовал так: «В песнях Земфиры идеальным образом совпали музыкальное образование и дворовая резкость, голос и вкус, откровенность и афористичность, Пугачёва, Агузарова и условная Ветлицкая. Крышесносящий коктейль, эффект от которого не выветрился до сих пор».
| Оценки критиков | Оценки критиков |
| Источник        | Оценка          |
| --------------- | --------------- |
| Allmusic        | [ 163 ]         |
| Fuzz            | (положительная) |
| InterMedia      | [ 21 ]          |

Второй альбом был достаточно тепло принят критикой. Сергей Ерёмин в Allmusic писал, что «альбом состоит из нескончаемых рефренов, сложных гармоний и смены тональностей», и на нём артистка показала свою изобретательность, сумев построить песни на двух нотах так, чтобы их невозможно было выкинуть из головы. В журнале Fuzz отмечали, что «лирическая составляющая этого альбома продолжает нервно-терпкую тенденцию первого. Становится окончательно очевиден факт, что Земфира одна такая, поскольку помимо таланта поэтического ей принадлежит трогательность по-детски чистого голоса». Алексей Мажаев в InterMedia писал: «„ПММЛ“ оказался жёстче, резче, разнообразнее, в нём можно более чётко разграничить суперхиты („Созрела“, „Хочешь“, „Город“, „Доказано“, „П. М. М. Л.“) и просто хорошие песни».
| Оценки критиков   | Оценки критиков |
| Источник          | Оценка          |
| ----------------- | --------------- |
| Gzt.ru            | (положительная) |
| Exler.ru          | [ 177 ]         |
| Intermedia (2002) | (отрицательная) |
| Intermedia (2010) | [ 21 ]          |
| Music.com.ua      | (10/10)         |
| Афиша             | (положительная) |
| АиФ               | (смешанная)     |
| Известия          | (положительная) |
| Коммерсантъ       | (отрицательная) |
| КП                | (положительная) |
| Новая газета      | (смешанная)     |

Третий студийный альбом «Четырнадцать недель тишины» получил полярные оценки критиков. Некоторые назвали его одним из лучших в карьере Земфиры, особо обратив внимание на качество записи. Другие критики были разочарованы тем, что альбом оказался не похож на прежние творения певицы. Юрий Сапрыкин из журнала «Афиша» положительно описал альбом и говорил: «Я совершенно не понимаю, насколько стране всё это окажется интересно, но даже если нет, всё равно этот альбом уже является фактом искусства, фактом вполне состоявшимся». Дмитрий Шпакович в Music.com.ua дал альбому высший балл (10 из 10 возможных). Алексей Мажаев из Intermedia дал отрицательную оценку альбому. По его мнению, пластинку не хочется слушать повторно, и это звучит как приговор.
Алексей Крижевский в «Звуках.ру» также отрицательно отнёсся к альбому. «Если говорить о самом альбоме, то он едва ли интересен: дрожь по телу, ради которой, по моему убеждению, всё и в музыке и делается, пробегает всего пару раз за альбом. Всё остальное слушаешь как фон», — говорил журналист. Даша Буравчикова в «Аргументах и фактах» дала смешанную оценку альбому. По её мнению, «„Четырнадцать недель тишины“ поражают качеством звука — это плюс, и отсутствием того, что у нас по старинке называют душой, — это минус». Виталий Бродзкий и Ольга Сапрыкина в «Комсомольской правде» положительно описали пластинку. Журналисты не согласились со мнением других рецензентов, которые назвали альбом «занудным». «…Вот она, новая Земфира. И вовсе не нудная, как успели позлорадствовать некоторые журналисты. И совсем не такая уж неожиданная. В каждой песне слышна она, всё та же Земфира. Где-то агрессивная („Р“), где-то лиричная („Web“), где-то философичная („Ощущения“)», — отмечали в издании.
| Оценки критиков        | Оценки критиков |
| Источник               | Оценка          |
| ---------------------- | --------------- |
| Apelzin.ru             | [ 183 ]         |
| Fuzz                   | (положительная) |
| Km.ru (женский взгляд) | (положительная) |
| Km.ru (мужской взгляд) | (смешанная).    |
| Music.com.ua           | (9/10)          |
| Rol                    | (положительная) |
| RS Russia              | [ 188 ]         |
| Афиша                  | (положительная) |
| БелГазета              | [ 190 ]         |
| Ведомости              | (положительная) |
| Итоги                  | (положительная) |
| Коммерсантъ            | (положительная) |
| МК                     | (положительная) |
| Музыкальная правда     | (положительная) |

Альбом «Вендетта» был восторженно встречен критикой. Андрей Бухарин в журнале Rolling Stone поставил «Вендетте» четыре звезды и назвал «довольно серьёзной работой, впервые оказавшейся непохожей на то, что Земфира делала раньше». Борис Барабанов в газете «Коммерсантъ» также дал положительную оценку альбому. По его словам, пластинка звучит невероятно свежо, и Земфира на ней «смело движется наперерез всем форматам». Максим Семеляк из журнала «Афиша» писал, что пластинка звучит совершенно. «Стоит ей запеть — и самая мысль о неточных аранжировках удаляется, как не разжалованная даже, а пойманная на воровстве прислуга. Её песни практически невозможно испортить — настолько внятен и содержательно совершенен их посыл», — отмечал автор. Сергей Степанов из Rol.ru говорил об альбоме, что «теперь можно не стесняться — и признаться самому себе, что в профессиональном смысле Земфира — не просто самая одарённая из соотечественниц, но величина ранга Кейт Буш или Бьорк, вокалистка от бога и поэтесса от лукавого. Во-вторых, русский рок (или поп, или народ) в последний раз слышал нечто подобное — столь же безупречное, столь же завершённое — в конце 80-х: зрелый „Наутилус“, позднее „Кино“». Алексей Мажаев в издании «Музыкальная правда» писал, что альбом не имеет прямого действия. «Он открывается постепенно, разными гранями и разными треками. Если вам одни композиции альбома понравились больше других, нет никаких гарантий, что непонравившиеся (вроде бы) в какой-то момент не начнут сами по себе крутиться у вас в голове. Пожалуй, это даже прикольнее, чем дебютник Земфиры, влюблявший в себя сразу и безоговорочно», — отмечал рецензент. На украинском портале Music.com.ua альбом также получил положительные отзывы (9 баллов из 10). Дмитрий Безкоровайный из белорусского издания «БелГазета» назвал пластинку смелой работой и дал ей оценку в пять баллов из пяти. Светлана Щагина в журнале Fuzz отметила, что альбом можно описать в трёх словах: женственный, взрослый и экспериментальный. «Ноющий блюз, хард-рок и вроде электроника — всё будет восприниматься с благодарным поклоном. Голос и тексты самодостаточно тащат на себе все эти музыкальные „эксперименты“», — писала автор. По мнению редакции того же издания, «Вендетта» превосходила предыдущий альбом и, хотя уступала дебютной пластинке, тем не менее была «самой показательной и определяющей работой» Земфиры, «своеобразным подведением итогов».
Александр Градский незадолго до смерти дал оценку творчества певицы: «Земфира вывалила в своём первом диске всё, что у неё было интересного, а дальше из-за недостатка музыкального образования начала тыркаться-пыркаться, пытаться выделить новые вещи, а их у неё нет. Она повторяется. У неё как было „я люблю твои трещинки“ — так и осталось, она поёт про те же трещинки, только другими словами».

## Публичный имидж
С момента появления в шоу-бизнесе Земфира часто экспериментировала со своим сценическим образом, внешним видом, манерой поведения на сцене и общения с прессой.
Первый выход на публику произошёл на пресс-конференции для журналистов, посвящённой выходу альбома «Земфира». «Вывели, как обезьянку», — смеётся она. В прессе говорили, что на протяжении всей конференции она молча сидела рядом со своим продюсером. Потом спела песню на башкирском и ушла.

Меня все готовили: главное — не волнуйся, главное — не нервничай. А мне и в голову не приходило нервничать. Это просто обычная беседа, такая же беседа может возникнуть на остановке, правильно?
— Земфира
После появления первого альбома журналисты называют её «Девочка-скандал». Александр Кушнир вспоминал: «Никогда не забуду первую пресс-конференцию Земфиры. Представьте: она появляется перед журналистами, ей задают вопрос: „Скажите, это ваша первая пресс-конференция?“ На что она не без вызова отвечает: „Восьмая!“». Елена Лаптева и Артём Гусятинский в «Комсомольской правде» писали, что исполнительница «появилась в столице эдаким мальчишкой-гаврошем в драных джинсах, с косой чёлкой, с гитарой наперевес». Для западной музыки такой образ «грубоватой девушки с гитарой» был уже не в новинку, но не в России, для которой подобный стиль стал «свежим и необычным» и во многом повлиял на её успех.
Майкл Зильберман в статье для Salon.com писал, что российская пресса окрестила её «Куртом Кобейном в платье». Отмечая неоднозначность её текстов и поведения, он писал, что «24-летняя суперзвезда Земфира — это Элвис, Sex Pistols и Кортни Лав слитые воедино». Автор отмечал, что певица встала в один ряд с немногими на тот момент рок-исполнительницами, авторами своих песен и, в том числе, проводил параллели между ней и Настей Полевой, Жанной Агузаровой и Янкой Дягилевой. Журнал «Москва» писал, что «с выпуском второго альбома, Земфира готова занять вакантное место Королевы Рока, освобождённое Полевой».
Между тем, как она тогда выглядела, и тем, что о ней говорили (тогда и после), был резкий контраст. За столом сидела трогательная девушка, а в зале обсуждали, действительно ли песня «СПИД» основана на реальных событиях её порочного прошлого. Именно тогда, когда пошли разговоры и статьи о СПИДе, ориентации, темпераменте и прочем (ходили слухи, что разговоры эти были во многом инициированы, судя по всему, менеджментом Земфиры). Эвелина Ветрова в «Собеседнике» отмечала, что «слух… будто имидж скандалистки Земфире придумали и разработали пиарщики», очевидно, был запущен самими фанатами исполнительницы. Именно тогда её стали воспринимать как:
Музыканта, Который Всегда Может Выкинуть Что-то Из Ряда Вон.
И в Земфире, и в Чичериной гармонично соединились подлинная личность и коммерческий имидж. Они не играют отчаянных мужественных рок-героинь. Их песни подчёркнуто «женские», взгляд на мир демонстративно «девичий». Они выставляют напоказ свои чувствительность и слабость, но одновременно отстаивают независимость и свободу. И на сегодняшний день эта тактика остаётся самой выигрышной. Старый рок-н-ролл, говорят, умер, но зато родился «женский рок».
Земфира стала олицетворением нового движения в русском роке, которое журналисты окрестили «женский рок». Тихон Романов в своей статье «Роковые женщины» для «Еженедельного журнала» писал, что в таких исполнительницах, как Земфира и Чичерина, «женский рок получил своё идеальное воплощение». Автор отмечал, что большую роль в успехе певиц сыграл правильно построенный образ и стиль. «Каждая из них, и особенно, конечно, Земфира, вернули року нерв, искренность, безыскусность чувств и подлинные эмоции. Поначалу всё это и правда было настоящим. На сцене появилась эдакая талантливая Девушка, у которой в жизни было много всего такого, что пережили и остальные девушки, но она умеет рассказать об этом трогательно и убедительно, так, что даже юношей пробирает», — писал журналист. Евгений Белжеларский в журнале «Итоги» писал, что Земфира стала «недосягаемым эталоном» женского рока: «Одни видели в ней чуть ли не реинкарнацию Янки и от „Ангедонии“ и „Продано!“ легко переключились на „девочку созревшую“, „девочку-скандал“, „девочку с плеером“ и все остальные девочкины ипостаси». Журналист писал, что под влиянием продюсера Леонида Бурлакова, певица радикально сменила имидж, «немытую чёлку и дутый жилетик сменили модный кожаный плащ — кажется, от „Гуччи“ — и стильные очки». В итоге, по мнению автора, Земфира выработала свой стиль, и её перестали сравнивать с Дженис Джоплин и Янкой Дягилевой.
Окружение певицы того времени уже отмечало, что, несмотря на недолгий срок пребывания в сфере шоу-бизнеса, Земфира слишком требовательна и порой отказывается выступать на фестивалях из-за некачественного звука. В период с 1999 по 2000 год Земфира часто давала обширные интервью на центральных каналах. Тогда у неё были длинные каштановые волосы, длинная чёлка, которая прикрывала лоб и глаза. В прессе часто говорили, что певица выглядит нереспектабельно, слишком замкнуто. В клипе на песню «Ариведерчи» лицо Земфиры заретушировано, что, по мнению режиссёра, «подогревало интерес к её персоне». Образ певицы в клипе «Искала», где она облачена в длинное чёрное кожаное пальто, стал культовым. Тем не менее, эксцентричные выходки Земфиры не мешали тогда росту её популярности.
После почти годового перерыва[уточнить] Земфира вновь появилась на публике, презентуя альбом «Четырнадцать недель тишины». В этот период заметны перемены в её внешнем облике — она сделала мелирование волос, стала часто носить очки-авиаторы, спортивные куртки «Fred Perry». В общении с прессой певица стала спокойнее.
С выходом альбома «Вендетта» облик певицы становится более изменчивым. Она коротко стрижёт волосы, «забивает» татуировку в виде буквы Z на правом плече, носит одежду тёмных тонов. В период с 2005 по 2007 год Земфира резко худеет, что также не остаётся не замеченным жёлтой прессой. Впервые в новом облике Земфира появляется в фильме «Зелёный театр в Земфире», снятом режиссёром Ренатой Литвиновой. В 2007 году певица совместно с Ренатой участвует в фотосессии для журнала Citizen K. Образы, данные певице, имели резкий контраст с её обычным внешним видом — в вечерних туалетных платьях и туфлях. Сама Земфира говорила, что именно общение с Литвиновой повлияло на её поведение и внешний облик — по её словам, она «стала красивее и женственнее». Главный редактор журнала, Сергей Николаевич, говорил в интервью «Независимой газете», что для Земфиры подобные фотосессии стали необычным опытом, в ходе которого журнал искал новый имидж и необычный ракурс: «Она первый раз в своей жизни надела на себя бриллианты и Chanel. И чувствовала себя в этом, наверное, не слишком уютно. После целого дня, проведённого на высоких каблуках, она еле держалась на ногах, а от туши и косметики у неё дико разболелись глаза. Но, настоящий профессионал и борец, она не подавала никаких признаков усталости», — рассказывал Николаевич. Земфира, в свою очередь, говорила, что относится к глянцевым изданиям негативно. По её словам, на тот момент она просто искала новые пути дистрибуции альбома «Спасибо» и в ходе рекламной кампании снималась для различных журналов, в том числе в российском Vogue. «…Насчёт глянца. Я по-прежнему не люблю и не читаю все эти издания. Да, в журнале „Вог“ появилась моя фотосессия… Когда мы думали о моей промокампании, я обратилась со следующей просьбой: „Мне нужны лидеры в своих сегментах“. Для того, чтобы максимально охватить аудиторию. Я не читаю глянцевых изданий, не покупаю. Пролистала журнал Citizen K, и, конечно, моё мнение о глянце не поменялось», — объясняла исполнительница в интервью Toppop.ru.
Земфира отличается перфекционизмом в работе, жёсткими разногласиями с музыкальными продюсерами. Поэтому в своих альбомах она сама часто выступает в роли продюсера. Она крайне редко появляется на публике, не открыта для общения. Её появления порой сопровождаются резкими высказываниями со стороны прессы. В период выхода альбома «Спасибо» пресса обсуждала её тесные отношения с Ренатой Литвиновой. Сама певица никогда не комментировала подобные слухи, а лишь надолго закрыла свой официальный сайт, написав на чёрном фоне известные слова.

## Влияние и наследие
С выходом первого альбома Земфиру сравнивали с группой «Мумий Тролль». На саму же певицу имело влияние творчество групп Radiohead, Queen, Deep Purple, «Аквариум» и «Кино». Впоследствии она выработала собственную манеру исполнения песен и поведения на сцене, тем самым уйдя от сравнений. Лирическим содержанием своих альбомов певица сумела выразить проблемы вступавших во взрослую жизнь молодых людей. В 1999 году журнал «Огонёк» назвал Земфиру «прорвавшимся голосом поколения».
Андрей Архангельский в «Огоньке» писал, что с момента своего появления в массовой культуре, Земфира в России — «своего рода барометр, ценник, мера весов, по которой принято мерить талант в современном поп-искусстве». Журналист писал, что за время своей карьеры певица опровергла два главных закона российского шоу-бизнеса: «нет бога, кроме Аллы Пугачёвой» и «светиться, мелькать, заполнять собой всё имеющееся теле- и эфирное пространство». По мнению Архангельского, Земфира фактически «стала могильщицей самой поп-культуры 90-х, её эстетики», так как она «пела от лица тех людей, которые относились к музыке не как к „культурному досугу“, а как к актуальному высказыванию о себе. Она пела для свободных, самостоятельных, не лишённых сердца и вкуса людей. У нас впервые появился шанс любить современника, живого человека на эстраде, а не изваяние (недаром в последнем романе Пелевина богиню Иштар зовут Алла Борисовна)». Сама Земфира неоднократно негативно высказывалась о российском шоу-бизнесе. В интервью «Итогам» она говорила, что у неё и шоу-бизнеса разные задачи и добавляла:

В этом весьма сомнительном деле нужны не профессионализм, а ловкость и жуликоватость. Там крутятся огромные деньги и масса проходимцев, поэтому двоюродного брата берут в группу барабанщиком, тёщу — директором, а дядю — администратором. В итоге творчества всё меньше, качество продукта всё ниже… Безусловно, и среди наших исполнителей попсы есть талантливые люди, но всё равно это индустрия развлечений. С приставкой «рок» ты получаешь шанс не только ублажать публику, но и разговаривать с ней, делиться собственными мыслями.
— Цит. по: Ванденко, А. Зачёт по пению : [арх. 26 июля 2020] // Итоги : журн. — 2005. — № 10 (456) (7 марта).
Андрей Архангельский пришёл к выводу, что «талант оказался сильнее. Земфира доказала, что в России возможна альтернатива: другой образ жизни известного человека, другой ритм творчества, другая бизнес-стратегия… „В России можно по-другому“ — вот как коротко можно сформулировать то главное, что доказала нам всем Земфира всем своим существованием и творчеством».
В 2004 году в российский учебник истории для 9 класса в раздел «Духовная жизнь» вошло упоминание о Земфире, как о родоначальнике «совершенно иной» музыкальной молодёжной культуры (автор пособия — профессор Московского педагогического государственного университета Александр Данилов). Земфира оказала большое влияние на различные молодые группы 2000-х годов. В ноябре 2010 года её дебютный альбом был включён журналом «Афиша» в список «50 лучших русских альбомов всех времён. Выбор молодых музыкантов», где занял пятую строчку. Рейтинг составлялся по опросу среди представителей нескольких десятков молодых музыкальных групп России. В список также попал альбом «Прости меня моя любовь» (43-е место).
После дебютного альбома Земфиры (1999) «ПММЛ» был самым ожидаемым и самым коммерчески успешным альбомом певицы: было продано 1,5 миллиона копий. Более тотальной любви к отечественному исполнителю Россия нулевых не знала. Именно с этого альбома — песни «Искала», «Хочешь», «Рассветы», «Созрела» и др. несколько лет звучали отовсюду. Земфира стала главным героем одновременно русского, женского и попсового рока, объединив таким образом основные рок-тренды российских нулевых.
В 2010 году «Русский репортёр» опубликовал список главных альбомов десятилетия, поставив пластинку «Прости меня моя любовь» на первое место. Песни Земфиры также включены в список 100 лучших песен русского рока в XX веке: «Ариведерчи» занимает 27-ю позицию, «Почему» — 50-ю. В декабре 2011 года, журнал Time Out внёс несколько композиций исполнительницы в свой редакционный список «100 песен, изменивших нашу жизнь», в число которых вошли «СПИД» и «Небомореоблака».
В 2012 году певица вошла в рейтинг «Сто самых влиятельных женщин России», составленный радиостанцией «Эхо Москвы», информационными агентствами РИА Новости, «Интерфакс» и журналом Огонёк, заняла 26-е место, в 2013 году — заняла 38-е место, в 2014 году — заняла 60-е место. «Всего Земфира выпустила пять студийных альбомов, превратившись в кумира своего поколения», — писал «Огонёк» в 2012 году.

## Личная жизнь

### Семья
Земфира Рамазанова родилась в городе Уфе, в жилом районе Черниковка, где её семья проживала вплоть до конца 1990-х годов. По национальности — татарка.
Отец — Талгат Талхоевич Рамазанов (3 апреля 1932 — 10 мая 2009) — работал учителем истории, по национальности — татарин. Мать — Флорида Хакиевна Рамазанова (1947—2015) — работала врачом, специалистом по лечебной физкультуре. Старший брат — Рамиль Талгатович Рамазанов (1967—2010) — был предпринимателем, занимал пост директора торговой сети «Полушка», погиб 13 июня 2010 года в результате несчастного случая во время подводной охоты. Племянники-близнецы — Артур и Артём Рамазановы (род. 1989) — в 2013 году вместе с Земфирой основали группу «The Uchpochmack», выпустившую мини-альбом «First & Last», а в 2022 году Земфира совместно с Артуром Рамазановым основала группу «Земфира от Луки», которой также был выпущен одноимённый мини-альбом.

### Религиозные взгляды
21 декабря 2015 года на вопрос Владимира Познера о словах, которые Земфира сказала бы Всевышнему при встрече, певица ответила: «Что он несправедлив».

## Общественная позиция
В июле 2005 года Земфира выступила на озере Селигер, где проходил слёт пропрезидентского движения «Наши». Позднее она назвала это выступление «ошибкой», отметив негативную реакцию общественности, а в день самого выступления отказывалась выходить на сцену, пока та была увешана портретами Владимира Путина.
1 марта 2014 года, после того, как комитеты Совета Федерации России по обороне и международным делам одобрили обращение президента РФ об использовании вооружённых сил России на территории Украины, Земфира в знак солидарности с украинцами сменила главную страницу своего официального сайта, где на чёрном фоне было размещено только одно видео, которое датировано 2008 годом, где певица исполняет на украинском языке песню «Відпусти» группы «Океан Ельзи». Перед исполнением песни певица сказала:

Я хочу поддержать, передать привет, поблагодарить, присоединиться ко всем украинским музыкантам. Последние несколько лет я говорю, что в России, конечно, больше возможностей, больше денег. В Украине — больше души.
— Цит. по: Нехай ніхто і ніколи не зробить нас ворогами :  [укр.] : [арх. 1 марта 2016] // Чорноморськi Новини : газ. — 2014. — № 20 (21491) (13 березня).
Входила в так называемый «белый список Украины» — список деятелей российской культуры, поддерживающих территориальную целостность страны, но в 2020 году после выхода песни «Крым» попала в «Миротворец» за «отрицание российской агрессии» и «манипуляцию общественно значимой информацией».
В 2018 году, после очередных президентских выборов, на вопрос «Как вы относитесь к тому, что Путина вновь переизбрали?» Земфира ответила «Уже никак. Только хочется, чтобы самым незащищённым слоям стало легче».
В июне 2019 года, когда российского журналиста Ивана Голунова задержали по обвинению в попытке сбыта наркотиков, что многие СМИ и общественные деятели посчитали местью за его журналистские расследования, Земфира выступила в его поддержку, опубликовав на своём официальном сайте надпись «свободу Ивану Голунову».
В феврале 2022 года выступила против вторжения России на Украину. В октябре 2022 года стало известно, что песни Земфиры сняли с эфира российских радиостанций из-за её позиции по вторжению России на территорию Украины.
10 февраля 2023 года Министерством юстиции России внесена в список физических лиц — «иностранных агентов». 12 мая 2023 года в СМИ появились сообщения о том, что Земфира направила судебный иск к Минюсту с требованием признать незаконным присвоение ей статуса иностранного агента. Заявление было подано 10 мая через представителя певицы. 14 июня 2023 года иск был отклонён, 7 июля Земфира обжаловала решение суда.

## Дискография
- 1999 — «Земфира»
- 2000 — «Прости меня моя любовь»
- 2002 — «Четырнадцать недель тишины»
- 2005 — «Вендетта»
- 2007 — «Спасибо»
- 2013 — «Жить в твоей голове»
- 2021 — «Бордерлайн»

## Награды
- Лауреат Государственной республиканской молодёжной премии им. Шайхзады Бабича (Башкортостан, 1999) — за вклад в развитие современного музыкального искусства и высокое исполнительское мастерство[234].
- Лауреат премии «Триумф» (Москва, 2003).
- Лауреат премии «Золотая Горгулья» (Москва, 2003)[235].
- Лауреат Почётной премии Российского Авторского Общества «За вклад в развитие науки, культуры и искусства» (Москва, 2010)[236].
- Кавалер Ордена Дружбы (Южная Осетия, 2018) — за вклад в укрепление дружественных отношений между народами Республики Южная Осетия и Российской Федерации и личные заслуги в области музыкального искусства[237].